# Gladiator 2
Gladiator II (titulada Gladiador 2 en Hispanoamérica) es una película de drama histórico épico de 2024 dirigida por Ridley Scott. Como secuela de Gladiator (2000), la película fue escrita por David Scarpa y está protagonizada por Paul Mescal, Denzel Washington, Pedro Pascal, Joseph Quinn, Fred Hechinger, May Calamawy, Connie Nielsen y Derek Jacobi, los dos últimos repitiendo sus roles. Producida por Scott Free Productions para Paramount Pictures.
Ya en junio de 2001 se habló de una continuación de Gladiator, y David Franzoni y John Logan regresarían como guionistas. Durante los siguientes años, Scott ofreció actualizaciones ocasionales, incluida la posible participación de Russell Crowe e ideas de la trama, incluida la visión romana sobre el más allá o un escenario más moderno. El desarrollo se detuvo cuando DreamWorks vendió los derechos de la propiedad a Paramount en 2006. Finalmente se anunció una secuela en 2018, y Mescal fue contratado para el papel principal en enero de 2023, con guion de Scarpa. El resto del elenco firmó durante los siguientes meses y el rodaje se llevó a cabo entre junio de 2023 y enero de 2024, con una pausa de cinco meses debido a la huelga SAG-AFTRA de 2023.
Gladiator II se estrenó en Sídney, Australia, el 30 de octubre de 2024. Se estrenó en el Reino Unido el 15 de noviembre y en los Estados Unidos el 22 de noviembre. La película recibió reseñas generalmente positivas de los críticos, con elogios por sus actuaciones, dirección, escenografía y acción, mientras que las críticas negativas se dirigieron al tono emocional, la similitud con su predecesora y las inexactitudes históricas.

## Argumento
Dieciséis años después de la muerte de Marco Aurelio, Lucio Vero (Paul Mescal) vive refugiado con su esposa Arishat (Yuval Gonen) en Numidia bajo el nombre de «Hanno». El ejército romano, dirigido por el general Marco Acacio (Pedro Pascal), invade la ciudad y durante la guerra, Arishat muere asesinada por orden de Acacio, mientras que Lucio es esclavizado tras la conquista de Numidia, para ser obligado a luchar contra babuinos en la arena local como prueba para los traficantes, que desean comprar esclavos como gladiadores. Muchos esclavos mueren, entre ellos, su amigo el rey Jugurtha (Peter Mensah), pero Lucio derrota a los babuinos y se gana el apoyo del público.
Macrino (Denzel Washington), un traficante de armas, se fija en él y decide comprarlo. Viggo (Lior Raz), ayudante de Macrino, entrena a Lucio para que se convierta en gladiador en el Coliseo romano. Macrino se da cuenta de la habilidad y la ira de Lucio y le promete vengarse de Acacio si sigue siendo su gladiador. 
Acacio regresa a Roma como héroe de guerra y se encuentra con los emperadores gemelos Geta (Joseph Quinn) y Caracalla (Fred Hechinger), ambos han estado desatendiendo al pueblo romano. Éstos ordenan a Acacio que conquiste Persia y la India, pero él, en cambio, pide un respiro de la guerra para poder pasar tiempo con su esposa, Lucila (Connie Nielsen).
Macrino lleva a Lucio a una fiesta en casa del senador Maximino el Tracio (Tim McInnerny), donde Lucio lucha y logra matar al famoso campeón gladiador de Tracio en presencia de los emperadores. Geta le saluda a Lucio por su victoria, pero este último, enfurecido tras negarse a devolverle el saludo, recita versos de poesía virgiliana que intimidan a Geta. Macrino intenta apaciguar la situación y se llevan a Lucio para que se cure. El médico de los gladiadores, Ravi (Alexander Karim), un antiguo gladiador, cura las heridas de Lucio y se hace amigo suyo.
Acacio y Lucilla diseñan en secreto un plan para derrocar a los emperadores y devolver el pueblo de Roma a su estado anterior. Ambos se reúnen más tarde con los senadores Graco (Derek Jacobi), que sirvió al padre de Lucila, y Tracio para asegurarse el apoyo del senado y del pueblo.
En el Coliseo, Lucio y un grupo de gladiadores se enfrenta al campeón (quien poseía más armas y montaba un rinoceronte), pero Lucio es derrotado. El gladiador solicita el veredicto del emperador (perdón o muerte) y Lucio es perdonado, sin embargo, se niega a recibir piedad romana, se enfrenta nuevamente y consigue vencerlo. Durante la batalla, Lucila escucha a Geta identificando al gladiador como el poeta y repite las palabras poéticas virgilianas que ambos escucharon de Lucio, comentario que despierta la duda en Lucila, que éste podría ser su propio hijo. Por la noche, Lucila decide visitarlo en su celda e intenta reconectarse con él como su hijo, pero Lucio la rechaza, resentido por haberlo hecho huir de Roma cuando era niño mientras su madre vivía en el lujo y furioso de que su nuevo esposo haya causado la muerte de su esposa, la echa del lugar. Frustrada por esto, Lucila trata de convencer a Acacio para ayudarla a persuadir a Lucio, hacerle entrar en razón sobre su verdadero pasado.
En el Coliseo, Lucio dirige a los gladiadores en una batalla naval rodeado de tiburones. Lucio gana la batalla y casi destruye la caseta de los emperadores en un intento de matar a Acacio. Lucila idea un nuevo plan con Acacio para liberar a Lucio y derrocar a los emperadores. Sin que Lucila lo sepa, su sirvienta escucha y revela su plan a Tracio y Macrino, quienes avisan a los emperadores. Los soldados de Acacio son asesinados cuando se dirigían a liberar a Lucio, y Lucila y Acacio son arrestados por traición. Los emperadores condenan a Acacio a morir en el Coliseo. Macrino convence a los emperadores para ser nombrado asesor.
En los siguientes juegos, Lucio derrota a Acacio pero se niega a matarlo. Los emperadores ordenan a sus guardias que disparen flechas contra Acacio, matándolo, lo que enfurece al público. Los ejércitos de Acacio, dirigidos por su segundo, Darío (Alec Utgoff), llegan a las afueras de Roma.
Sin que Geta se diera cuenta, Macrino manipula a los emperadores uno contra otro, diciéndole a Caracalla que Geta le culpará por el caos resultante por ordenar la muerte de Acacio. Caracalla ataca y mata a Geta con la ayuda de Macrino. Caracalla nombra a Dondas (su mono mascota) y a Macrino cónsules primero y segundo, respectivamente. Macrino se presenta a una votación en el senado contra Caracalla y gana; planean poner al público en contra de Caracalla ejecutando a Lucila en el Coliseo.

Antes de ser llevada a su ejecución, Lucila se reconcilia con Lucio y le revela que en realidad es el hijo biológico de Máximo Décimo Meridio, regalándole su anillo, que le había regalado Marco Aurelio a él. Lucio envía a Ravi con el anillo a reunirse con Darío y le pide que lleve sus ejércitos a Roma, revelándole a Ravi su verdadera identidad como hijo regente de Máximo.
 Macrino se reúne con Lucila en su celda, le revela que una vez fue esclavo a las órdenes de su padre y le explica que planea derrocar a los emperadores y apoderarse de Roma. Lucila es llevada al Coliseo en un carro triunfal, custodiada por los senadores con los que había conspirado. 
Viggo ofrece a Lucio su libertad a cambio de una última lucha: defender a su madre de la ejecución. Lucio incita a una revuelta y toma la vieja armadura y espada de Máximo para defender a Lucila. Macrino ordena al ejército que se reúna con los hombres de Acacio a las puertas de Roma. Mata a Caracalla para convertirse en el nuevo emperador y dispara a Lucila con una flecha, matándola. Huye de la ciudad amotinada para unirse a los ejércitos, perseguido por Lucio. 
Macrino y Lucio llegan a las puertas de Roma. Tras un breve duelo, Macrino intenta apuñalar a Lucio en el pecho, pero no consigue atravesar la armadura de Máximo, lo que permite a Lucio contraatacar y matarlo. Lucio se dirige a los ejércitos, declarándose emperador y declarando su intención de restaurar la paz en el Imperio. Más tarde, regresa al Coliseo, lamentando la muerte de su madre y termina pensando en su difunto padre.

## Reparto
| Actor             | Personaje                  | Descripción | Ref. |
| ----------------- | -------------------------- | --- | ---- |
| Paul Mescal       | Lucio Vero Aurelio / Hanno | El nieto del emperador romano Marco Aurelio e hijo de Máximo Décimo Meridio, el protagonista de la primera película. Tras la muerte de su padre, fue enviado lejos de Roma cuando era un niño por su madre, Lucila, para protegerlo de los asesinos. Desaparecido durante 16 años, Lucio vive con su esposa en Numidia, pero es hecho prisionero por el ejército romano después de que invadan su hogar y maten a su esposa. Es vendido como esclavo para convertirse en gladiador en el Coliseo. Busca vengarse de los romanos y su general, Acacio. | Ref. |
| Denzel Washington | Macrino                    | Un exesclavo que planea controlar Roma. Mantiene un establo de gladiadores y entrena a Lucio. También trabaja como traficante de armas, proporcionando armas, comida y aceite a los ejércitos romanos. | Ref. |
| Connie Nielsen    | Lucila                     | La madre de Lucio, ex amante de Máximo e hija de Marco Aurelio. Envió a Lucio lejos de Roma después de la muerte de Máximo para protegerlo de los rivales por el trono imperial. Tras la muerte de Máximo, se casa con Acacio. Ve a Lucio pelear en el Coliseo, pero inicialmente no lo reconoce como su hijo. Debido a su popularidad entre el pueblo de Roma, es temida y explotada por aquellos en el poder, como los emperadores. | Ref. |
| Pedro Pascal      | General Marco Acacio       | Un general del ejército romano que entrenó bajo las órdenes de Máximo y esposo de Lucila. Aunque vive un estilo de vida lujoso en Roma, pasa la mayor parte de su tiempo fuera en campañas militares para los emperadores. Lidera un ejército para conquistar Numidia e invade el hogar de Lucio, pero se desilusiona con la guerra y no quiere enviar más hombres a morir por los emperadores. Acacio conspira con Lucila para derrocar a los emperadores, pero es arrestado y reducido a luchar como gladiador en el Coliseo. Según Pascal, es "un muy, muy buen general, lo que puede significar un muy buen asesino", sirviendo como un símbolo para Lucio de todo lo que odia. | Ref. |
| Joseph Quinn      | Emperador Geta             | El coemperador de Roma junto a su hermano, Caracalla. | Ref. |
| Fred Hechinger    | Emperador Caracalla        | El coemperador de Roma junto a su hermano, Geta. | Ref. |
| Lior Raz          | Viggo                      | El entrenador de gladiadores de Macrino. Un ex gladiador, Viggo es un "tipo duro" que escolta a los gladiadores a sus combates. | Ref. |
| Derek Jacobi      | Senador Graco              | Un miembro del Senado Romano que se opone a la creciente corrupción de la Corte Imperial | Ref. |
| Peter Mensah      | Jugurtha                   | Un jefe numidio que mentoreó a Lucio después de que este fuera exiliado de Roma, con quien luego es esclavizado y forzado a convertirse en gladiador. | Ref. |
| Alexander Karim   | Doctor Ravi                | Un ex gladiador de Varanasi, India, que ganó su libertad y luego eligió servir como médico para los combatientes heridos. | Ref. |
| Tim McInnerny     | Senador Tracio             | Un miembro corrupto y adicto al juego del Senado Romano que le debe una gran cantidad de dinero a Macrino. | Ref. |
| Rory McCann       | Tegula                     | Líder de la Guardia Pretoriana. | Ref. |
| Matt Lucas        | Maestro de ceremonias      | El anunciador del Coliseo. | Ref. |
| Alec Utgoff       | Darío                      | El segundo al mando de Acacio, reclutado para llevar a cabo un golpe de Estado contra los emperadores corruptos. | Ref. |
| Yuval Gonen       | Arishat                    | La esposa de Lucio, una hábil arquera que es asesinada durante la invasión romana de su hogar. | Ref. |
| Yann Gael         | Bostar                     | Es un personaje leal y fuerte que forma parte del grupo de gladiadores. | Ref. |
| Alfie Tempest     | Lucio Vero (joven)         | Flashbacks | Ref. |
| Russell Crowe     | Máximo Décimo Meridio      | Flashbacks | Ref. |
| Joaquin Phoenix   | Cómodo                     | Flashbacks | Ref. |

## Producción

### Desarrollo
En junio de 2001, comenzaron el desarrollo para una continuación de Gladiator en forma de potencial para una precuela o una secuela, con David Franzoni en las primeras negociaciones para volver a actuar como guionista. Al año siguiente, se anunció que avanzaría una secuela con John Logan como guionista. La trama, ambientada quince años después, incluía a los Guardias Pretorianos que gobernaban Roma y a un Lucius mayor que buscaba la verdad sobre su padre biológico. Franzoni firmó como productor, junto a Douglas Wick y Walter Parkes. En diciembre de 2002, se anunció que la trama de la película incluiría eventos precuelas relacionados con el origen de Lucius, así como eventos secuelas que representan la resurrección de Maximus. Los productores y Russell Crowe investigaron exhaustivamente en colaboración las antiguas creencias romanas sobre la otra vida. En septiembre de 2003, Ridley Scott anunció que el guion estaba terminado, al tiempo que confirmó que la historia se centraría principalmente en el hijo secreto de Maximus, Lucius.
En mayo de 2006, Scott declaró que si bien el desarrollo del proyecto continuaba, aún no se había descubierto la historia exacta de la película. El cineasta afirmó que todas las mentes creativas que estuvieron involucradas con Gladiator estaban trabajando en cómo continuar desde donde quedó la historia. Scott afirmó que Crowe había favorecido un elemento de fantasía al devolverle la vida a Maximus, aunque dijo que creía que un enfoque de ficción histórica fundamentado era la mejor opción. Si bien creía que la película no se haría, confirmó el plan de revelar que Lucius es el hijo de Maximus y Lucila mientras compara la necesidad de un guion más complejo con la corrupción de Roma en la posible secuela. Durante este tiempo, Nick Cave recibió el encargo de escribir un nuevo borrador del guion. Más tarde se reveló que estaba escrito bajo el título provisional de "Christ Killer". Cave describió la trama como una historia de "deidades contra deidad contra humanidad". La premisa involucraba a Maximus en el purgatorio, quien resucita como un guerrero eterno e inmortal para los dioses romanos. En este borrador Maximus es enviado a la Tierra y tiene la tarea de detener el impulso del cristianismo matando a Jesucristo y sus discípulos, mientras su movimiento estaba desviando gradualmente el poder y la vitalidad de los antiguos dioses paganos. Durante la misión que le ha sido asignada, Maximus es engañado para que asesine a su propio hijo. Maldecido a vivir para siempre, el guion de Cave incluía a Maximus luchando en las Cruzadas, la Segunda Guerra Mundial y la guerra de Vietnam; con el final que revela que en el período actual, el personaje ahora trabaja en el Pentágono. Finalmente este guion fue rechazado.
Después de experimentar dificultades financieras en la década de 2000, DreamWorks Pictures, incluidos los derechos de Gladiator y el resto de la biblioteca de películas de acción real anterior a 2006, se vendió a Paramount Pictures en 2006 y se detuvo el desarrollo de la secuela. En marzo de 2017, Scott reveló que las dificultades para reintroducir a Maximus, cuando el personaje falleció, se habían resuelto. El cineasta expresó entusiasmo por el futuro del proyecto, mientras continuaban las conversaciones con Russell Crowe para retomar su papel. En noviembre de 2018, se anunció que Paramount estaba dando luz verde oficialmente al desarrollo de una secuela. Scott estaba en las primeras negociaciones para volver a desempeñarse como director, con un guion escrito por Peter Craig. Scott también actuaría como productor junto a Doug Wick, Lucy Fisher, Walter Parkes y Laurie MacDonald. El proyecto sería una producción conjunta entre Universal, Scott Free Productions y Parkes/MacDonald Productions con Paramount Pictures como socio cofinanciador. En junio de 2019, los productores declararon: "... no lo tocaríamos a menos que sintiéramos que hacerlo era legítimo". En su entrevista, también revelaron que el guion actual tenía lugar entre 25 y 30 años después de la primera película. La trama se centraría en Lucius.
En abril de 2021, Chris Hemsworth se acercó a Crowe con una propuesta para involucrarse en el proyecto, con la intención de coproducir la película. Mientras trabajaban juntos en Thor: Love and Thunder (2022), los dos actores compartieron ideas adicionales para la película. En septiembre de 2021, Scott declaró que se estaba trabajando una vez más en el guion con la intención de dirigir la secuela una vez finalizada la producción de su proyecto Napoleón. En noviembre, se reveló que David Scarpa, que trabajó con Scott en Napoleón, estaba reescribiendo el guion. Scott contrató a Scarpa debido a su amistad, pero luchó con él para encontrar un buen guion para la historia de la película desde 2019, lo que llevó a Scott a esperar diez meses hasta que a Scarpa se le ocurrió la idea de utilizar a Lucius como protagonista.

### Preproducción
En enero de 2023, Paul Mescal fue elegido para la película, mientras que también se informó que Arthur Max y Janty Yates, el diseñador de producción y el diseñador de vestuario de la película original, respectivamente, también regresarían para trabajar en la secuela. Scott no estaba al tanto de la fama de Mescal hasta que lo vio en los primeros cuatro episodios de la miniserie Normal People de BBC Three / Hulu, lo que llevó a Scott a ver la miniserie completa justo cuando surgió la historia de Gladiator 2 debido a que Scarpa estaba trabajando en el guion. Él eligió a Mescal porque lo tenía en mente para algo, sintiendo que podría ser tan bueno como Crowe. Austin Butler, Richard Madden y Miles Teller también fueron considerados para el papel principal. Mescal fue elegido después de que Daria Cercek y Michael Ireland hubieran visto su actuación en el revival de A Streetcar Named Desire en el West End, afirmando que "las damas del público [habían sido] muy vocales" cuando se quitó la camisa. En marzo, Barry Keoghan inició negociaciones para unirse al elenco en el papel del emperador Geta, mientras que Denzel Washington se unió al elenco. Además, John Mathieson regresaría como director de fotografía de la película.
En abril de 2023, se anunció que Connie Nielsen y Djimon Hounsou retomarían sus papeles como Lucila y Juba respectivamente, mientras que Joseph Quinn se agregó al elenco como el emperador Caracalla. En mayo de 2023, Pedro Pascal, May Calamawy, Lior Raz, Derek Jacobi, Peter Mensah y Matt Lucas se unieron al elenco de la película, con Fred Hechinger entablando negociaciones para interpretar a Geta después de que Keoghan tuvo que abandonar por conflictos de programación. Jacobi retoma su papel del senador Gracchus de la primera película. Hechinger sería confirmado el mes siguiente.

### Rodaje
Se esperaba que la producción comenzara en mayo de 2023, con Uarzazat, Marruecos, como lugar de rodaje. La construcción del set comenzó en la ciudad en abril. El rodaje comenzó en junio de 2023 y se planean lugares de rodaje adicionales para Malta y el Reino Unido durante los siguientes cuatro meses. Un accidente con incendio durante el rodaje el 7 de junio hirió a seis miembros del equipo. El rodaje se suspendió en julio debido a la Huelga SAG-AFTRA 2023. Varios escultores participaron en la creación de los sets; en Malta, el escultor catalàn Eudald de Juana junto a Gavin Fulcher, crearon una copia de 5 metros del Augusto de Prima porta.
La producción recibió casi 47 millones de euros en reembolsos de incentivos cinematográficos de Malta, estableciendo un récord: el mayor reembolso otorgado a una producción cinematográfica en la Unión Europea.

## Exactitud histórica

### Desarrollo
Al igual que su precuela, Gladiator II muestra hechos históricos con algunas modificaciones que son puramente ficción, hecho que fue bastante cuestionado.

### Ficcionalización
En la vida real, sobre los auténticos hermanos coemperadores, Geta realmente fue asesinado por tropas de la Guardia Pretoriana por órdenes de su hermano Caracalla, y este último gobernó mucho más tiempo como único emperador, hasta su asesinato por el legionario Julio Marcial en el 217 d. C. Si bien Macrino sí estuvo involucrado en el complot para asesinar a Caracalla y lo sucedió como emperador; él no lo asesinó directamente, sino que reclutó a Marcial para que llevara a cabo el complot. Mucho menos participó tampoco de forma directa en la muerte de Geta. Además Caracalla nunca nombró cónsul a su mono mascota, siendo más bien una referencia al emperador Calígula, que gobernó entre el 37 y el 41, y quien sí designó a su caballo Incitatus como senador.
Aunque las naumaquias sí se realizaron en el Coliseo, nunca incluyeron tiburones en los espectáculos, ante la imposibilidad de trasladarlos y mantenerlos vivos para los juegos. Además, si bien sí se utilizaban babuinos y rinocerontes en los juegos, estos no se utilizaban en los combates de gladiadores, sino que en espectáculos de caza denominados venatio, llevados a cabo por luchadores conocidos como bestiarii, y claramente los rinocerontes no eran montados por jinetes.

### Anacronismos
En la vida real la hija de Marco Aurelio, Lucila, murió seis años antes del nacimiento de Caracalla, en el 182 d. C., por lo que no fueron contemporáneos. En la película aparecen cascos de Montefortino, los cuales dejaron de utilizarse en el siglo I, bastante tiempo antes de la época en la que ocurre la trama, en el año 211. El asedio de Numidia ocurrió mucho antes de lo que muestra la película, sucediendo entre el 112 y el 105 a. C., unos 315 años antes, aún durante la República.

## Estreno
Gladiator 2 fue estrenada por Paramount Pictures en los Estados Unidos el día 15 de noviembre de 2024.

## Respuesta de la crítica
En el sitio web agregador de reseñas Rotten Tomatoes, el 71 % de las 380 reseñas de críticos son positivas, con una puntuación media de 6,4/10.

## Reconocimientos
| Premios                                                                  | Fecha de ceremonia     | Categoría                                     | Beneficiario(s)            | Resultado | Ref(s) |
| ------------------------------------------------------------------------ | ---------------------- | --------------------------------------------- | -------------------------- | --------- | ------ |
| Festival Internacional de Cine de Heartland - Truly Moving Picture Award | 2024                   | Premio a la imagen verdaderamente conmovedora | Ridley Scott               | Ganador   | [ 42 ] |
| Premios Astra                                                            | 8 de diciembre de 2024 | Mejores efectos visuales                      |                            | Nominados | [ 43 ] |
| Premios Astra                                                            | 8 de diciembre de 2024 | Mejor coordinador de acrobacias               | Nikki Berwick              | Nominado  | [ 43 ] |
| Premios Astra                                                            | 8 de diciembre de 2024 | Mejores acrobacias                            |                            | Nominados | [ 43 ] |
| Premios Astra                                                            | 8 de diciembre de 2024 | Mejor sonido                                  |                            | Nominado  | [ 43 ] |
| Premios Astra                                                            | 8 de diciembre de 2024 | Mejor campaña de marketing                    | Paramount Pictures         | Nominado  | [ 43 ] |
| Premios Astra                                                            | 8 de diciembre de 2024 | Mejor diseño de vestuario                     | David Crossman/Janty Yates | Nominados | [ 43 ] |
| Premios Astra                                                            | 8 de diciembre de 2024 | Mejor reparto                                 |                            | Nominados | [ 43 ] |
| Premios Astra                                                            | 8 de diciembre de 2024 | Mejor actor de reparto                        | Denzel Washington          | Nominado  | [ 43 ] |
| Movies for Grownups Awards                                               | 11 de enero de 2025    | Mejor película para adultos                   |                            | Nominada  | [ 44 ] |
| Movies for Grownups Awards                                               | 11 de enero de 2025    | Mejor actriz de reparto                       | Connie Nielsen             | Nominada  | [ 44 ] |
| Movies for Grownups Awards                                               | 11 de enero de 2025    | Mejor director                                | Ridley Scott               | Nominado  | [ 44 ] |
| Premios Oscar                                                            | 2 de marzo de 2025     | Mejor vestuario                               |                            | Nominada  | [ 45 ] |